# Economía de Barbados
Barbados es el país más rico y más desarrollado del Caribe Oriental y tiene una de las rentas per cápita más altas de América. Su economía tradicional se basaba en la producción de azúcar, principal materia de exportación. Con la explosión del turismo, se produjo una reorientación de la actividad. Ahora mantiene un sistema muy dependiente de Estados Unidos y Europa que son los lugares de procedencia de la mayoría de los turistas, lo que debilita su economía en los periodos de contención en los países de origen. En la actualidad ha diversificado parcialmente su economía con algo de industria ligera. Es así mismo sede de importantes empresas, sobre todo financieras, dado el alto nivel de protección del secreto bancario que ofrece y los bajos impuestos que soportan. Por la comunidad internacional es considerado un paraíso fiscal.

## Datos económicos básicos
- PIB - Producto Interior Bruto (2002): 2550 millones de $ USA.
- Paridad de poder adquisitivo (2005): 4.745 millones de $ USA.
- PIB - Per capita: 9.350 $ USA.
- Paridad del poder adquisitivo Per cápita (2005): 17.000 $ USA.
- Inflación media anual (2003): -0,5%.
- Deuda externa aprox. (2003): 690 millones $ USA.
- Reservas (2002): 666 millones de $ USA.
- Importaciones (2004): 1.475 millones de $ USA.

- Principales países proveedores: Trinidad y Tobago, Japón y Reino Unido.
- Principales productos de importación: Petróleo, Bienes de consumo y maquinaria

- Exportaciones (2004): 210 millones de $ USA.

- Principales países clientes: España, Trinidad y Tobago y Reino Unido.
- Principales productos de exportación: azúcar, manufacturas y productos químicos.

Estructura del PIB en 2000:
Distribución por sectores económicos del PIB total:
Agricultura, Silvicultura y Pesca: 6,2%.
Industriay construcción: 21,4%.
Industrias manufactureras y minería: N.D.
Sector servicios: 72,4%.
- Población activa (2001): 128.500 personas.
- Tasa de paro (2003): 10,7%.

Véase también: Indicadores económicos